# Geoffroy-Perückenaffe
Der Geoffroy-Perückenaffe (Saguinus geoffroyi), auch Panamaperückenaffe genannt, ist eine Primatenart aus der Gattungsgruppe der Tamarine, die zur Familie der Krallenaffen (Callitrichidae) gezählt wird. Er galt früher als Unterart des Lisztaffen.

## Merkmale
Geoffroy-Perückenaffen erreichen eine Kopfrumpflänge von 20 bis 29 Zentimetern, dazu kommt noch ein 31 bis 42 Zentimeter langer Schwanz. Das Gewicht beträgt 350 bis 450 Gramm. Ihr Fell ist am Rücken schwarz-braun gefärbt, der Bauch und die Gliedmaßen sind weiß. Wie bei allen Krallenaffen befinden sich an den Fingern und Zehen (mit Ausnahme der Großzehe) Krallen statt Nägeln. Der Nacken ist rötlich-braun, ebenso der lange Schwanz, der in einer schwarzen Spitze endet. Das Gesicht ist dunkel, an den Wangen befinden sich weiße Haare, auf der Stirn ist ein weißes, dreieckiges Haarbüschel. Die Geschlechter unterscheiden sich nicht.

## Verbreitung und Lebensraum

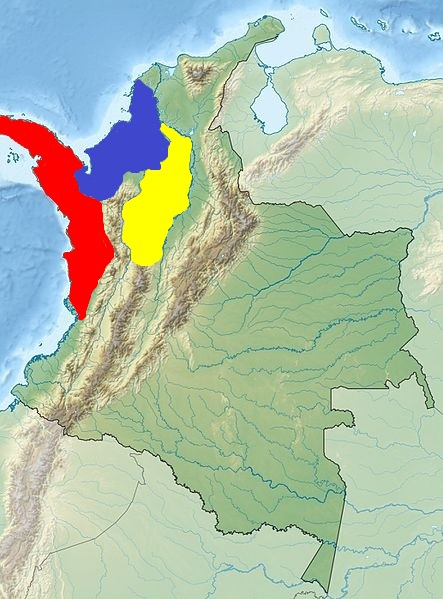
Verbreitungsgebiete der Arten aus der Saguinus-oedipus-Gruppe:
Lisztaffe
Geoffroy-Perückenaffe
Weißfußtamarin

Geoffroy-Perückenaffen leben im mittleren und östlichen Panama sowie an der Pazifikküste Kolumbiens. Sie sind damit die einzigen Tamarine – und die einzigen Krallenaffen überhaupt – deren Verbreitungsgebiet bis nach Mittelamerika reicht. Ihr Lebensraum sind mit dichtem Unterholz bestandene Wälder, vorwiegend Sekundärwälder.

## Lebensweise und Ernährung
Diese Primaten sind wie alle Krallenaffen tagaktiv und halten sich meist auf den Bäumen auf. Dort bewegen sie sich auf allen vieren fort, können aber auch gut springen.
Sie leben in Gruppen von drei bis neun Tieren. Die Gruppen setzen sich aus einem fortpflanzungsfähigen Paar und den Jungtieren zusammen, manchmal sind auch noch weitere ausgewachsene Tiere vorhanden. Sie bewohnen ein festes Territorium von 10 bis 30 Hektar, das mit Drüsensekret markiert und gegenüber Artgenossen verteidigt wird.
Geoffroy-Perückenaffen sind Allesfresser, die hauptsächlich Insekten und Früchte zu sich nehmen. Ergänzt wird ihr Speiseplan mit Blüten, Nektar und kleinen Wirbeltieren.

## Fortpflanzung
Nur das dominante Weibchen einer Gruppe pflanzt sich fort, das Paarungsverhalten ist polyandrisch (wenn das Weibchen sich mit mehreren Männchen paart) oder monogam (wenn das Weibchen sich nur mit einem Männchen paart). Die Tragzeit beträgt 140 bis 145 Tage, die meisten Jungtiere kommen zwischen April und Juni zur Welt. Wie bei den meisten Krallenaffen überwiegen Zwillingsgeburten, die Jungen wiegen rund 40 Gramm.
Der Vater und die anderen Gruppenmitglieder beteiligen sich an der Jungenaufzucht. Sie tragen die Jungtiere und bringen sie der Mutter nur zum Säugen. Nach zwei bis drei Monaten werden die Jungtiere endgültig entwöhnt, die Geschlechtsreife tritt am Ende des zweiten Lebensjahres ein.

## Gefährdung
Teile des Verbreitungsgebietes der Geoffroy-Perückenaffen sind den Waldrodungen zum Opfer gefallen, eine weitere Gefahr stellt die Bejagung dieser Tiere dar, die zu Heimtieren gemacht werden. Teilweise ist die Art immer noch weit verbreitet und häufig. Zwar gehen die Bestände zurück, aber laut IUCN nicht im besorgniserregenden Ausmaß. Sie listet die Art als nicht gefährdet (least concern).